# 고던 파크스
고든 파크스(Gordon Parks, 1912년 11월 30일 ~ 2006년 3월 7일)는 미국의 사진 작가, 음악가, 배우, 시인, 소설가, 언론인, 영화 감독이다.